# Zanclopteryx floccosa
Zanclopteryx floccosa là một loài bướm đêm trong họ Geometridae.